# Taynuilt
Taynuilt, schottisch-gälisch: Taigh an Uillt, ist eine kleine Ortschaft in der schottischen Council Area Argyll and Bute. Sie liegt im Norden der dünnbesiedelten Region etwa 14 Kilometer östlich von Oban und 44 Kilometer südwestlich von Fort William unweit des Ufers des Meeresarmes Loch Etive. Im Jahre 1991 wurden in Taynuilt 615 Einwohner gezählt. Seine positive Einwohnerentwicklung im 20. Jahrhundert verdankt der Ort dem Tourismus und der Einrichtung des nahen Wasserkraftwerks.

## Verkehr
Die Ortschaft ist direkt an der A85 gelegen, die Oban mit Perth verbindet. Die B845 führt von einem Schiffanleger im Norden durch die Ortschaft zum Loch Awe im Süden. Seit dem 19. Jahrhundert verfügt Taynuilt über einen eigenen Bahnhof. Dieser wird heute von der West Highland Line zwischen Glasgow und Oban bedient.

## Sehenswürdigkeiten
In der Umgebung von Taynuilt befindet sich ein Denkmal aus der höchsten schottischen Denkmalkategorie A. Hierbei handelt es sich um die Anlagen der ehemaligen Bonawe Eisenhütte, die in den 1750er Jahren erbaut wurde und viel zur Entwicklung von Taynuilt beigetragen hat. Sowohl die in Taynuilt befindliche neogotischen Pfarrkirche Muckairn Kirk als auch das zugehörige Pfarrhaus sind in der Kategorie B gelistet; ebenso das Taynuilt Inn.